# Grupo de Mobilidade Aérea da RAAF
O Grupo de Mobilidade Aérea (em inglês: Air Mobility Group (AMG)) é um dos seus grupos da Real Força Aérea Australiana (RAAF). É responsável pelo transporte aéreo de passageiros e mercadorias, assim como pelas operações de reabastecimento aéreo.

## Estabelecimento e evolução
O AMG foi criado com o nome Air Lift Group (ALG) em Fevereiro de 1987. O nome foi alterado para Air Mobility Group no dia 1 de Abril de 2014.

## Responsabilidades
As operações aéreas deste grupo são classificadas em dois tipos:
- Transporte aéreo estratégico (transporte aéreo a longas distâncias para teatros e áreas de operações)
- Transporte aéreo táctico (transporte aéreo rápido e preciso nas áreas de operação)
- Reabastecimento aéreo (reabastecimento aéreo das aeronaves, considerado como um multiplicador de força)